# Multi Jet Modeling

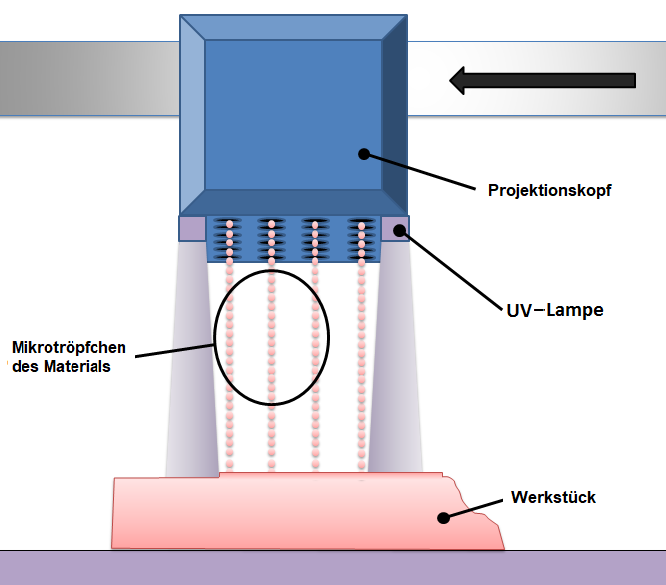
Multi Jet Modeling, schematisch

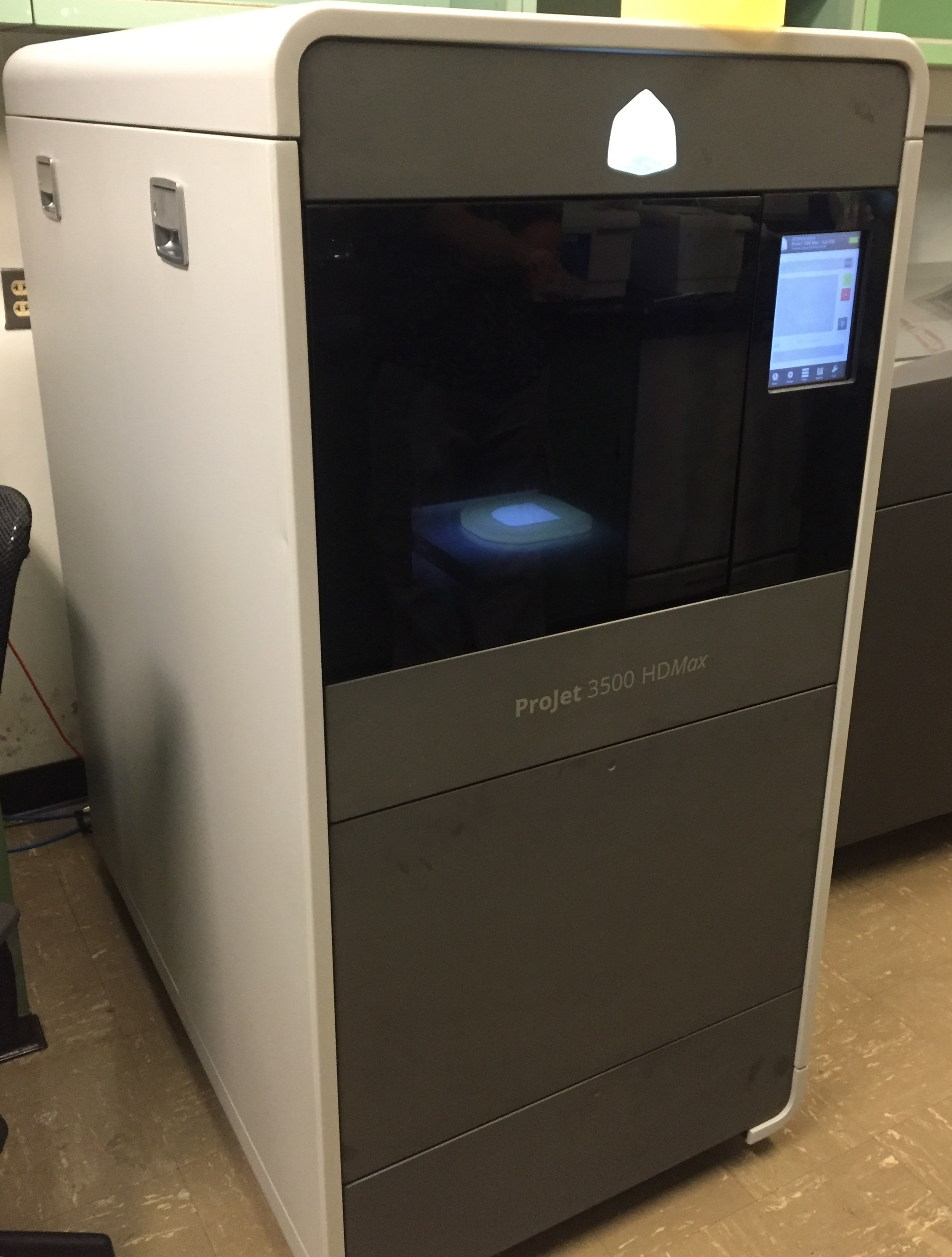
Ein Multi-Jet Modelling Drucker aus der Kategorie des Freistrahl-Materialauftrages

Der Begriff Multi-Jet Modeling (MJM) oder auch Poly-Jet Modeling (PJM) bezeichnet ein Verfahren des Rapid Prototyping, bei dem ein Modell durch einen Druckkopf mit mehreren linear angeordneten Düsen, der ähnlich wie der Druckkopf eines Tintenstrahldruckers funktioniert, schichtweise aufgebaut wird. Maschinen, mit denen das Multi-Jet Modeling ausgeführt wird, gehören zur Maschinenklasse der 3D-Drucker.
Aufgrund der geringen Größe der mit diesen Systemen erzeugten Tröpfchen können auch feine Details dargestellt werden. Eine Druckauflösung von 450 dpi und besser ist technisch möglich.
Um Überhänge fertigen zu können, sind Stützkonstruktionen nötig. Diese werden – je nach Hersteller – massiv aus einem niedriger schmelzenden Wachs oder in Form nadelartiger Stützen aus dem Modellwerkstoff aufgebaut.
Als Ausgangsmaterial verwendete man zuerst Hartwachse oder spezielle wachsähnliche Thermoplaste. Die ersten Systeme dieser Verfahrensgruppe verfügten nur über diese schmelzfähigen Kunststoffe und nur einen Druckkopf. Die Weiterentwicklung der Anlagentechnik führte zu Zweikopfsystemen (Multi-Jet Modeling/Poly-Jet Modeling). Hierbei ist der Einsatz eines Modellwerkstoffes und eines speziellen Stützwachses möglich.
Die während der Fertigung erforderliche Stützgeometrie (auch als Support bezeichnet) kann auf Grund der Verwendung von schmelzfähigen Materialien mit geringem Aufwand durch Erwärmen entfernt werden.
Als Modellwerkstoff finden häufig UV-empfindliche Photopolymere Anwendung. Diese Rohmaterialien in Form von Monomeren werden unmittelbar nach dem „Aufdrucken“ auf die bereits vorhandenen Schichten mittels UV-Strahlung polymerisiert und dabei vom flüssigen Ausgangszustand in den festen Endzustand überführt. Der chemische Prozess dabei ähnelt der Stereolithografie (SL). Auch die wesentlichen Eigenschaften der generierten Objekte entsprechen weitgehend den mittels SL gefertigten Teilen. 
Die Maschinen sind sehr kompakt und können in einer Büroumgebung betrieben werden.

## Drucken in pulveriges Substrat
Eine verwandtes Verfahren des Multi Jet Modelling ist das Binder Jetting, hier wird ein Bindemittel im Tintenstrahlverfahren auf ein pulvriges Substrat aufgebracht.
Dazu wird in einer Wanne mit absenkbarem Boden Schicht für Schicht des Substrates auf den Boden aufgebracht. Nach jeder aufgebrachten Schicht wird dann das Bindemittel auf die Stellen gesprüht, die zum fertigen Modell gehören.
Zusätzliche Stützstrukturen können so entfallen, da das Modell bis zur Fertigstellung vollkommen vom Substrat umschlossen ist.
Auch beschränkt sich der Modellwerkstoff nicht mehr nur auf flüssige Materialien, die nach dem Auftragen ausgehärtet werden. Durch das Drucken in ein beliebiges Pulver, dies kann auch ein Metall- oder Glaspulver sein, entsteht ein Verbund aus Bindemittel und Substrat.
Im Fall von Metall- und Glaspulvern kann das Modell anschließend gesintert werden, um sogar ein massives Metall- oder Glasmodell entstehen zu lassen. Das Bindemittel wird dabei weggebrannt.
Da nach dem Sintern die Dichte des Stoffes bedingt durch die ehemaligen Bindemitteleinschlüsse nur ca. 60 % beträgt, ist zur Erhöhung der Dichte bei Metallmodellen ein zusätzlicher Schritt, das Infiltrieren, möglich. Dabei wird in die Zwischenräume zusätzliches Material, meist Bronze, eingebracht.
Bei Glasmodellen ist das Infiltrieren derzeit (2014) nicht möglich.